# コヴナント・ハウス
コヴナント・ハウス（Covenant House）は、保育施設運営団体。家出・ホームレスの子どもの保護を行っている。
1972年に、ブルース・リッター（Bruce Ritter）神父によりニューヨーク市で設立された。

## 活動
家出・ホームレスの子どもの保護の他に、食事、避難所、衣服、介護、教育、職業訓練、ドラッグ中毒からの回復・予防プログラム、リクリエーション、アフターケアなどをおこなっている。

## 拠点

### 北米
- アンカレッジ
- アトランタ
- アトランティック・シティ
- デトロイト
- フォートローダーデール
- ヒューストン
- ロサンゼルス
- ニューアーク
- ニューオーリンズ
- ニューヨーク（本部）
- オークランド
- オーランド
- フィラデルフィア
- セントルイス
- ワシントンD.C.

### カナダ
- トロント
- バンクーバー

### ラテン・アメリカ、Casa Arianza, カサ・アリアンサ
ラテン・アメリカでは、Casa Arianza, カサ・アリアンサ の名で運営している
- グアテマラ
- ホンジュラス
- メキシコ - メキシコ本部：メキシコシティ
- ニカラグア